# Oxyaeida carli
Oxyaeida carli är en insektsart som beskrevs av Bolívar, I. 1914. Oxyaeida carli ingår i släktet Oxyaeida och familjen gräshoppor. Inga underarter finns listade i Catalogue of Life.